# Protection
Protection — другий студійний альбом англійського електронного гурту Massive Attack, випущений 26 вересня 1994 року лейблами Wild Bunch Records та Circa. DJ Mad Professor зробив ремікс на альбом у 1995 році під назвою No Protection.

## Відгуки
Пол Еванс з Rolling Stone писав: «Крута, сексуальна річ, вона плавно поєднує даб, клаб і соул, заземлюючи свою витонченість у семплованих хіп-хоп бітах».
У 2011 році Rolling Stone поставив Protection на 51 місце у списку «100 найкращих альбомів дев'яностих». Альбом також увійшов до книги 1001 альбом, який ви повинні почути перед смертю.
Станом на лютий 2010 року, за даними Nielsen SoundScan, у США було продано 292 000 копій альбому.

## Трек-лист
| #     | Назва                  | Автор | Тривалість |
| ----- | ---------------------- | --- | ---------- |
| 1.    | «Protection»           | Ендрю Воулз, Роберт Дель Наджа, Daddy G, Трейсі Торн                                                             | 7:51       |
| 2.    | «Karmacoma»            | Воулз, Дель Наджа, Daddy G, Tricky, Тім Норфолк, Боб Локк                                                        | 5:16       |
| 3.    | «Three»                | Воулз, Дель Наджа, Daddy G, Неллі Хупер, Ніколет Сувотон                                                         | 3:49       |
| 4.    | «Weather Storm»        | Воулз, Дель Наджа, Daddy G, Хупер, Крейг Армстронг, Кертіс Хармон, Седрік Наполеон, Джеймс Ллойд, Кемерон Мюррей | 4:59       |
| 5.    | «Spying Glass»         | Воулз, Дель Наджа, Daddy G, Хупер, Горас Енді                                                                    | 5:20       |
| 6.    | «Better Things»        | Воулз, Дель Наджа, Daddy G, Торн, Бен Ватт                                                                       | 4:13       |
| 7.    | «Eurochild»            | Воулз, Дель Наджа, Daddy G, Tricky, Норфолк, Локк                                                                | 5:11       |
| 8.    | «Sly»                  | Воулз, Дель Наджа, Daddy G, Хупер, Сувотон, Вів'єн Голдман                                                       | 5:24       |
| 9.    | «Heat Miser»           | Воулз, Дель Наджа, Daddy G, Хупер, Маріус де Вріс                                                                | 3:39       |
| 10.   | «Light My Fire (live)» | The Doors | 3:15       |
| 48:57 |                        | |            |

### Використані семпли
- «Weather Storm» включає семпли з «It's Time for Love» гурту Pieces of a Dream.
- «Better Things» включає семпли з «Never Can Say Goodbye» Джеймса Брауна.
- «Light My Fire» (live) включає семпли з «Light My Fire» гурту Young-Holt Unlimited.

## Персоналії

### Музиканти
- Massive Attack, Маріус де Вріс, Енді Райт, The Insects, Нік Воррен — програмування
- Трейсі Торн — вокал (1, 6)
- 3D — вокал (2, 7)
- Tricky — вокал ( 2, 7)
- Nicolette — вокал (3, 8)
- Крейг Армстронг — піаніно (4, 9); аранжування, диригування (8)
- Горас Енді — вокал (5, 10)
- Честер Камен — гітара (6)
- Роб Мерріл — барабани (9)
- Daddy G — вокал (10)

### Технічний персонал
- Неллі Хупер — продюсування, зведення (1-10); інженер зведення (10)
- Massive Attack — продюсування, зведення
- Марк «Spike» Стент — інженер зведення (1–8)
- Джим Аббісс — інженер зведення (9)
- Джеремі «Jim Bob» Вітлі — додатковий звукоінженер
- Ел Стоун — додатковий звукоінженер
- Майк Марш — мастеринг

### Дизайн
- Massive Attack, Michael-Nash Assoc. — дизайн
- Метью Дональдсон, Жан-Батист Мондіно, Едді Муссон — фото